# Acanthocarpus rupestris
Acanthocarpus rupestris är en sparrisväxtart som beskrevs av Alexander Segger George. Acanthocarpus rupestris ingår i släktet Acanthocarpus och familjen sparrisväxter. Inga underarter finns listade i Catalogue of Life.